# Limochores
Limochores là một chi bướm ngày thuộc họ Bướm nâu.